# جفره، اسپانیا
جفره (به اسپانیایی: Jafre) یک منطقهٔ مسکونی در اسپانیا است که در بایکس امپوردا واقع شده‌است. جفره ۶٫۶ کیلومتر مربع مساحت دارد.